# کنترل هوشمند
کنترل هوشمند (به انگلیسی: Intelligent control) نام شاخه‌ای کم کاربرد و امروزی از  کنترل است که به اعمال مجموعهٔ وسیعی از فنون گوناگون هوش ماشینی در جهت کنترل فرایندهای پیچیدهٔ طبیعی، و نیز، ساخته‌ها و آفریده‌های دست انسان می‌پردازد.
مقدمه
کنترل هوشمند را می توان به زیر شاخه ها و دامنه های زیر دسته بندی کرد:
- کنترل شبکه عصب

- کنترل یادگیری ماشین

- یادگیری تقویت

- کنترل نورو فاز

- سیستم های خبر

- کنترل ژن

تکنیک های جدید کنترل به عنوان مدل جدیدی از رفتار هوشمند پیوسته در حال ایجاد می باشند. همچنین مدل های محاسباتی توسعه داده می شوند تا از آن ها پشتیبانی کنند.
کنترل کننده شبکه عصبی
شبکه های عصبی تقریبا در تمامی ابعاد علم و تکنولوژی برای حل مشکلات نقش مهمی ایفا می کنند. کنترل به وسیله شبکه های عصبی شامل دو قدم زیر است:
- شناسایی سیستم
- کنترل

نشان داده شده است که یک شبکه عصبی پیش خورد(به انگلیسی: feedforward)،با توابع فعال سازی غیرخطی، پیوسته و متمایز دارای ظرفیتی با تقریب جهانی است. شبکه های عصبی بازگشتی نیز برای شناسایی سیستم استفاده شده است. در صورت ارائه مجموعه ای از داده های جفت ورودی-خروجی به سیستم، هدف سیستم شناسایی ایجاد یک نقشه میان ابین جفت داده ها است. تصور می شود که چنین شبکه ای نشان دهنده پویایی یک سبستم باشد. در بخش کنترل، یادگیری تقویتی عمیق توانایی خود برای کنترل سیستم های پیچیده را نشان داده است.
کنترل کننده های بیزی
تعدادی از الگوریتم هایی که برای کنترل سیسستم های پیشرفته به عنوان تخمینگر فضای حالت برخی متغیرها، رایج هستند، توسط احتمال بیزی تولید شده اند.از محبوب ترین اجزای کنترل بیزی می توان به فیلتر کالمن(به انگلیسی: Kalman filter)و فیلتر ذرات (به انگلیسی: Particle filter)اشاره کرد. رویکرد بیزی برای طراحی کنترل‌کننده اغلب به تلاش مهمی در استخراج به اصطلاح مدل سیستم و مدل اندازه‌گیری نیاز دارد، که روابط ریاضی متغیرهای حالت را به اندازه‌گیری‌های حسگر موجود در سیستم کنترل‌شده مرتبط می‌کند. از این نظر، ارتباط نزدیکی با رویکرد نظری سیستم برای طراحی کنترل دارد.

## محاسبات تکاملی
مقالهٔ اصلی: محاسبات تکاملی
از جملهٔ کاربردهای محاسبات تکاملی یادگیری خودکار نگاشت‌های غیر خطی حاکم بر رفتار 
سیستم‌های کنترل را می‌توان نام برد.